# Xylopia fananehanensis
Xylopia fananehanensis är en kirimojaväxtart som beskrevs av Alberto Judice Leote Cavaco och Monique Keraudren. Xylopia fananehanensis ingår i släktet Xylopia och familjen kirimojaväxter. Inga underarter finns listade i Catalogue of Life.